# لويس فريستون
لويس فريستون (بالإنجليزية: Lewis Freestone)‏ هو لاعب كرة قدم بريطاني في مركز ظهير ‏، ولد في 26 أكتوبر 1999 في King's Lynn ‏ في المملكة المتحدة. لعب مع نادي بيتربورو يونايتد.